# Kirill Alexandrowitsch Schtscherbakow
Kirill Alexandrowitsch Schtscherbakow (russisch Кирилл Александрович Щербаков, wiss. Transliteration Kirill Aleksandrovič Ščerbakov; * 12. Juni 1985 in Jepischino, Region Krasnojarsk) ist ein russischer Biathlet.
Kirill Schtscherbakow trat 2004 in Brusson erstmals im Junioren-Weltcup an und wurde Neunter im Sprint. Kurz darauf trat er in Haute-Maurienne erstmal bei einer Junioren-Weltmeisterschaft an. Nachdem er im Sprint nur 33. wurde, konnte er sich in der Verfolgung auf den 12. Rang verbessern. Mit der Staffel verpasste der Russe als Vierter knapp eine Medaille. In der Folgesaison erreichte er in Obertilliach als Dritter seine erste Platzierung auf dem Podium. Bei der Junioren-Europameisterschaft 2005 in Nowosibirsk gewann Schtscherbakow im Einzel seine erste Bronzemedaille bei einer internationalen Meisterschaft. Hinzu kam ein fünfter Platz im Sprint und ein neunter in der Verfolgung. Auch die Junioren-WM des Jahres in Presque Isle verlief erfolgreich. Im Sprint belegte er Rang neun, in der Verfolgung wurde Schtscherbakow Zwölfter. Mit der russischen Staffel konnte er die Silbermedaille gewinnen. Bei seiner letzten Junioren-EM im Jahr 2006 in Langdorf lief er auf den fünften Sprintrang und wurde Zwölfter in der Verfolgung.
Seit 2006 tritt Schtscherbakow im Herrenbereich an. Bei seinem Europacupdebüt in Obertilliach wurde er 30., konnte sich in der Verfolgung aber noch bis auf Platz neun verbessern. Sein bestes Ergebnis erreichte er kurz darauf an selber Stelle als Achter im Sprint. Bei seinen weiteren Rennen erreichte er keine nennenswerten Ergebnisse mehr, nach der Saison 2006/07 trat er nicht mehr an.
Erfolge konnte Schtscherbakow bei den Sommerbiathlon-Weltmeisterschaften 2008 in Haute-Maurienne erreichen. In der Rollski-Konkurrenz gewann er zunächst hinter den Lokalmatadoren Simon Fourcade und Vincent Defrasne die Bronzemedaille und ließ drei weitere Franzosen hinter sich. Im Verfolgungsrennen verlor er zwei Ränge. Mit der Mixed-Staffel wurde er an der Seite von Maria Kossinowa, Nadeschda Tschastina und Michail Kotschkin Vierter.